# Ґордон Пірс
Ґордон Пірс (англ. Gordon Pearce, 10 січня 1934) — австралійський хокеїст на траві.
Срібний призер Олімпійських Ігор 1968 року, учасник 1956, 1960 років.